# Крзна у хералдици
Крзна (енгл. furs), као хермелиново, веверичије и друга крзна, су уобичајене шаре (patterns) у хералдици. 

## Хермелиново крзно
Хермелиново крзно је врста крзна у хералдици. Хермелиново крзно у хералдици представља бројна хермелинска крзна спојена заједно, стварајући низ црних пега на сребрној (белој) подлози. 
Ermines је супротних боја од ermine, знака белог на црној позадини, док је 
erminois знака златне боје на белој подлози.
- Хермелиново крзно, основна варијанта
- Хермелиново крзно, обрнутих боја
- Хермелиново крзно, црно на златном
- Хермелиново крзно, златно на црном

## Веверичије крзно
Веверичије крзно је врста крзна у хералдици. 
Енглеска хералдика користи реч vair, реч која потиче од речи из средњовековног енглеског језика veir и vairé, а оне су заправо настале од латинског variorum opus, што значи „разнобојна шара“ (енгл. Variegated workvariegated work).
Веверица о чијем крзну је реч је врста евроазијске црвене веверице (лат. Sciurus vulgaris). Зимски капут од крзна ове веверице се често користио у северној и средњој Европи, а нарочито у Балтичким земљама. 
Веверичије крзно се у хералдици приказује двобојно, у најразличитијим комбинацијама боја. 
- Веверичије крзно
- Веверичије крзно, црвено на сребрном
- Vair ancien

## Potent
Potent је врста крзна у хералдици. Слично је веверичијем крзну осим што користи облик који подсећа на слово Т. 
- Potent
- Counterpotent
- Potent-en-pointe

## Остала крзна
Немачка хералдика познаје и крзна као што је Kursch, за које се каже да је браон боје и длакаво. 
Plumeté личи на птичја пера и врло се ретко појављује у употреби а, и поред тога што је птичјег порекла, у хералдици се убраја у крзна. 
- Plumeté
- Plumeté
- Kursch

## Галерија
- Хермелин
- Варијанте хералдичких шара хермелиновог крзна.
- Евроазијска црвена веверица (Sciurus vulgaris)